# Педоскоп
Педоскоп (англ. Pedoscope, также X-ray Shoe Fitter, Foot-o-scope, Shoe-fitting fluoroscope) — флюороскоп для примерки обуви, устанавливавшийся в обувных магазинах США, Канады, Великобритании, Австралии, Южной Африки, Германии и Швейцарии в период с 1920-х до 1970-х годов.

## История
Педоскоп представлял собой металлическую конструкцию, покрытую деревом, в виде тумбы высотой примерно 1,2 метра с отверстиями, куда человек помещал свои ноги. В положении стоя он мог видеть через смотровое окно в верхней части устройства рентгеновский снимок стопы и обуви. Два других смотровых окна по обеим сторонам флюороскопа позволяли продавцу наблюдать, как шевелятся пальцы ног и сколько места для пальцев имеется внутри обуви.
В Великобритании устройство чаще всего называлось именно педоскоп, в честь компании в Сент-Олбансе, графство Хартфордшир, которая их производила. В начале 1930-х годов швейцарская обувная компания Bally импортировала педоскопы из Великобритании в свою страну.

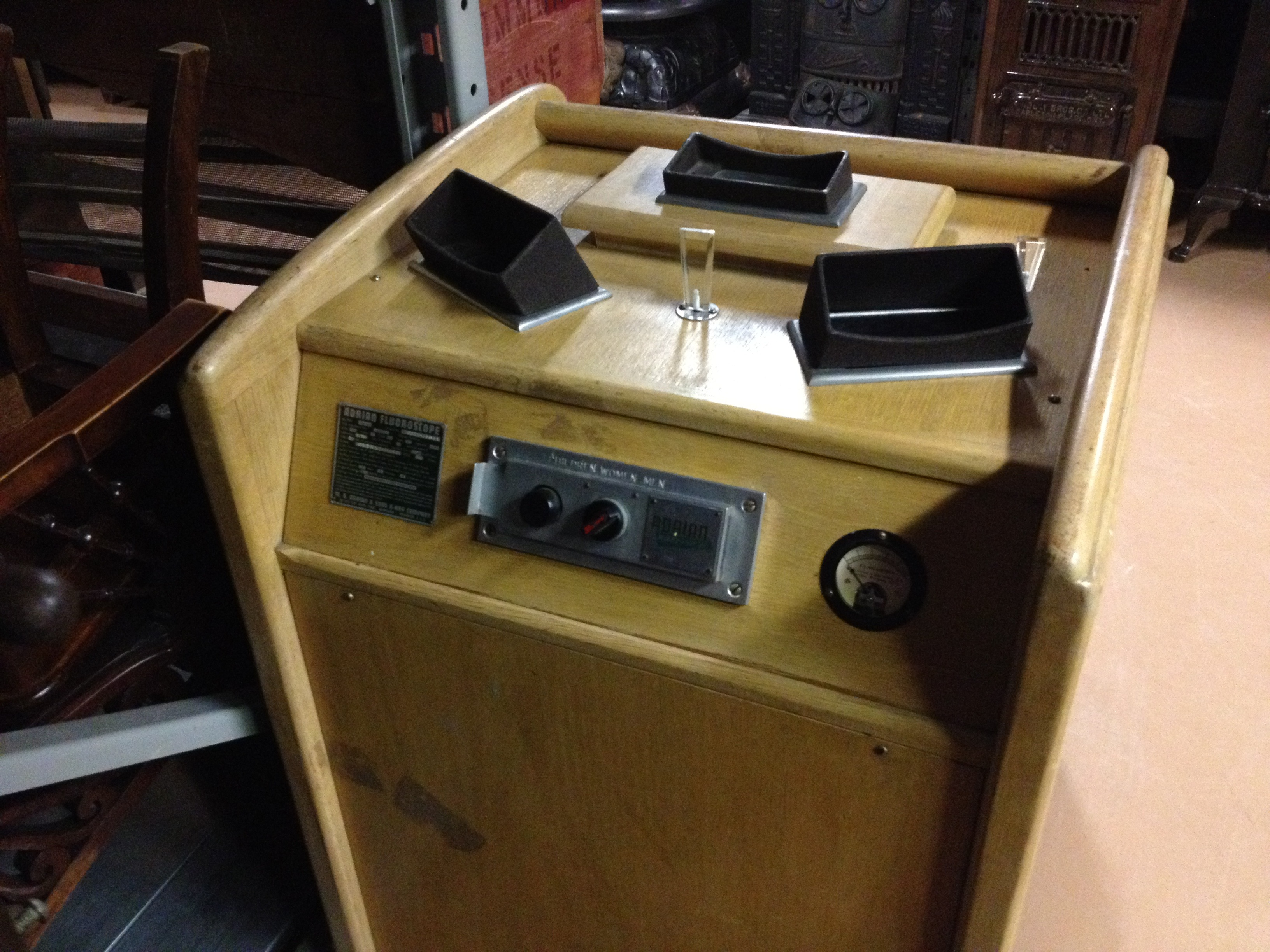
Флюороскоп Адриана в музее города Дафферин, Онтарио, Канада

Было много заявлений об изобретении флюороскопа для примерки обуви. Наиболее вероятной является заявка доктора Джейкоб Лоу, который продемонстрировал это устройство на съездах продавцов обуви в 1920 году в Бостоне и в 1921 году в Милуоки. Он подал заявку на патент США (# 1,614,988) в 1919 году и передал права на неё предприятию Adrian Company of Milwaukee за 15 000 долларов. В Великобритании компания Pedoscope подала в 1924 году патентную заявку, одобренную в 1926 году. X-ray Shoe Fitter Corporation из Милуоки и Pedoscope Company стали крупнейшими производителями флюороскопов в мире.
Во второй половине XX века растущее осознание радиационной опасности привело к постепенному отказу от этой техники, хотя представители индустрии розничной торговли обувью отрицали потенциальный вред педоскопа в газетных и авторских статьях. Они утверждали, что использование этих устройств предотвратило вред ногам клиентов, который в противном случае был бы причинен неподходящей обувью. В 1999 году журнал Time поместил педоскоп в список 100 худших идей XX века.
В популярной культуре флюороскоп для примерки обуви можно увидеть в начале фильма «Мозг ценой в миллиард долларов» (Billion Dollar Brain) с Майклом Кейном в главной роли. В начале романа Стивена Кинга «Оно» Эдди Каспбрак тоже использует педоскоп для примерки обуви. Упоминается под названием «рентгеноскоп» в первой главе романа Владимира Набокова «Дар». Советский писатель Илья Эренбург описывал модную новинку в своих очерках о Германии в следующих выражениях: «Не подозревая всей зловещести места, я запросто померил ботинки: хорошо, по ноге, беру. Не тут-то было! Продавщица, бесстрастно улыбаясь, заявила: — Теперь, пожалуйста, к аппарату. Нажата кнопка, вспыхнули лампочки, мою бедную ногу подвергают рентгеноскопии: нужно, мол, проверить, действительно ли ботинки по ноге. Гениальное приспособление! Я, правда, не очень-то верю в его практическую необходимость, зато я согласен признать всю его глубокую традиционность: это фантастика из новелл Гофмана, и Курфюрстендам отныне тесно связан с туманами Брокена или даже со средневековым фонарём, хранящимся в каждом приличном музее».